# Jetzt red i
Jetzt red i ist eine Bürgersendung im BR Fernsehen, die 1971 der Journalist und BR-Redakteur Franz Stefani konzipiert und realisiert hat.

## Konzeption und Inhalt
Franz Stefani konzipierte Jetzt red i als eine „Sendung von Bürgern für Bürger“: sie sollten Probleme persönlichen vortragen und Politiker sich dazu äußern. Dieser Ansatz war seinerzeit in der deutschen Fernsehlandschaft etwas Neues, die Sendung gilt daher bis heute als Vorbild für bürgernahe Sendungsformate.
Jeweils einmal im Monat wurde ein Ort in Bayern ausgewählt; das BR-Team kam in das örtliche Wirtshaus. Im „Wirtshausdiskurs“ äußern sich Ortsansässige zu lokalen, regionalen oder überregionalen Themen. Die jeweiligen Gäste – Verantwortliche aus der bayrischen Politik – werden so konkret mit Problemen und Vorschlägen konfrontiert, zu denen sie direkt Stellung beziehen. Während 1971 bis 2014 der Wirtshaus-Diskurs vor Ort und die Antworten im Münchener Studio aufgezeichnet wurden, wurden ab 2014 die Politiker direkt in das Gasthaus eingeladen und standen in einer der Live-Sendung direkt Rede und Antwort.
Seit April 2016 läuft Jetzt red i als feste Bürgersendung im 14-täglichen Wechsel mit der Münchner Runde. Seitdem ist die Sendung monothematisch und behandelt ein aktuelles Thema der Woche, das die Bürger in Bayern bewegt. Diskutiert wird nicht mehr in einem Wirtshaus, sondern in einem mobilen Studio.

## Verwandte Sendungen
Neben Jetzt red i hatte der Bayerische Rundfunk im Laufe der Zeit in seinem Fernsehprogramm andere ähnlich konzipierte Bürgersendungen installiert. Zum einen die Europa-Ausgabe von Jetzt red i mit dem Titel Jetzt red i – Europa, die thematisch auf europaweite Probleme in der EU ausgerichtet war. Zum anderen das Bürgerforum live, die Sendung BR unterwegs und die Bayerntour.
Ein ähnliches Format hat die Sendung Jetzt mal Klartext! im hr-fernsehen.

## Moderation

### Aktuelle Moderatoren
Die Sendung wird aktuell von Tilmann Schöberl und Franziska Eder (vormals Storz) moderiert, welche sich beide im Saal vor Ort befinden. Dabei ist Schöberl für die Gespräche mit den Ortsbürgern und Politikern zuständig, Eder verfolgt die Diskussion in den sozialen Netzwerken zum Thema. Bis März 2016 übernahm Andreas Bönte die Gesprächsrunde mit den Politikern im Saal.

### Ehemalige Moderatoren
Bis 2014 war die Sendung, wie oben beschrieben, in zwei Teile gespalten, nämlich in den aufgezeichneten „Wirtshausdiskurs“ im Saal vor Ort und die Studiorunde mit den eingeladenen Politikern. Beide Teile wurden von unterschiedlichen Moderatoren präsentiert.
Moderatoren im Saal vor Ort:
- Carolin Reiber (1971 bis 2005)
- Franz Schönhuber (1971 bis 1982)
- Dietmar Gaiser (1988 bis 2005)
- Tilmann Schöberl (2005 bis 2014)

Moderatoren bei den Politikern im Studio:
- Heinz Burghart (1971 bis 1990)
- Gerhard Fuchs (1991)
- Sigmund Gottlieb (1992 bis 2003)
- Andreas Bönte (2005 bis 2014)